# タイン・ウェア・ダービー
タイン・ウェア・ダービー(Tyne-Wear Derby）は、ニューカッスル・ユナイテッドFCとサンダーランドAFCの試合を指す異称である。歴史的な経緯から非常に盛り上がる試合として知られ、特に20世紀中は極めて暴力的な事件が頻発する試合の一つでもあった。

## 歴史
このダービー・マッチの背景にはニューカッスル・アポン・タインとサンダーランドという二つの町の歴史的な確執がある。そもそもの始まりは16世紀、チャールズ1世が石炭産業に関する特権をニューカッスル・アポン・タインに付与した一件である。これによってニューカッスル・アポン・タインが都市としての発展を見た一方で、サンダーランドは石炭に関する利権をニューカッスル・アポン・タインに抑えられた結果、ニューカッスル・アポン・タインの後塵を拝することになった。この確執は清教徒革命時には軍事衝突に発展し、ニューカッスル・アポン・タインは王党派、サンダーランドは議会派の軍事基地としてお互いに軍勢を繰り出した。この時の戦いはボルドン・ヒルの戦いと呼ばれ、サンダーランド軍の勝利に終わった。
クロムウェルによる共和政体制下ではサンダーランドが諸々の特権を逆に獲得し、特に水運関連の利権を握ったサンダーランドはこの時期に華々しい発展を見た。スコットランドやアイルランドからの移民がサンダーランドに大量に流入したのもこの時期である（現在でもサンダーランドAFCはアイルランド系の選手が非常に多い）。
しかし王政復古とともにニューカッスル・アポン・タインは諸々の商業上の特権を快復し、サンダーランドは再びニューカッスル・アポン・タインの後塵を拝する結果となった。
ニューカッスル・アポン・タイン＝親王家、サンダーランド＝反王家の気風は後々にまで残り、ジャコバイトの乱の際に再びサンダーランドはイングランド王家に叛旗を翻した。また現在でもニューカッスル・アポン・タインでは保守党が強く、サンダーランドでは労働党が強い。
こうした反目の歴史は現在にまで続いており、1974年にニューカッスル・アポン・タインとサンダーランドが行政区分上統合されてタインアンドウィア州となると、州都が置かれたニューカッスル・アポン・タインへのサンダーランド市民の嫉妬心は燃え上がった。

## フットボールにおける反目
上記のような歴史的・経済的・政治的な反目の影響を多分に受けているのが、ニューカッスル・ユナイテッドとサンダーランドAFCの試合「タイン・ウェア・ダービー」である。特に1970年代以降はフーリガンの隆盛とともに、この試合が開催される日には街のあちこちで暴力事件が頻発し、特に2000年に発生した事件では70人以上がフェリー乗り場周辺での暴力行為に及んだ。警察は「タイン・ウェア・ダービー」の日に見られるこうした粗暴性を問題視しており、試合当日の警戒は極めて厳重なものである。こうした取り組みもあって、近年では試合当日の逮捕者の人数は50人にも達しない。
こうした異様な熱気は選手にも伝染し、「タイン・ウィア・ダービー」はハード・コンタクトが当然の激しい試合となることが多い。特にニューカッスル・ユナイテッドそしてイングランドの英雄アラン・シアラーが間もなくの現役引退を表明して臨んだ試合では、サンダーランドAFCのフリオ・アルカがシアラーにハード・タックルを仕掛けて靱帯断裂の重傷を負わせ、そのまま現役引退に追い込んでしまうという、異常な幕切れとなった。
両チームの通算対戦成績は2013年末の時点でニューカッスル・ユナイテッドの53勝45敗48分け、ゴール数はニューカッスル・ユナイテッドの218ゴール、サンダーランドAFCの212ゴールである。

## ホームスタジアム
| チーム名                       | スタジアム名 （命名権名称） | 収容人員 | 画像 | 備考 |
| ------------------------------ | --------------------------- | -------- | ---- | ---- |
| ニューカッスル・ユナイテッドFC | セント・ジェームズ・パーク  | 52,387人 |      |      |
| サンダーランドAFC              | スタジアム・オブ・ライト    | 49,000人 |      |      |